# Anthurium julianii
Anthurium julianii är en kallaväxtart som beskrevs av George Sydney Bunting. Anthurium julianii ingår i släktet Anthurium och familjen kallaväxter. Inga underarter finns listade.